# Anulaid
Anulaid est une île d'Estonie.